# Michel Etienne
Michel Etienne (koninkrijk Aragon, 14e eeuw – Embrun, mei 1427) was aartsbisschop van Embrun (1378-1427). Volgens zijn opvolger, Jacques Gélu, beroofden Etienne's ouders uit Aragon hem op simpele wijze.

## Levensloop

### Jonge jaren

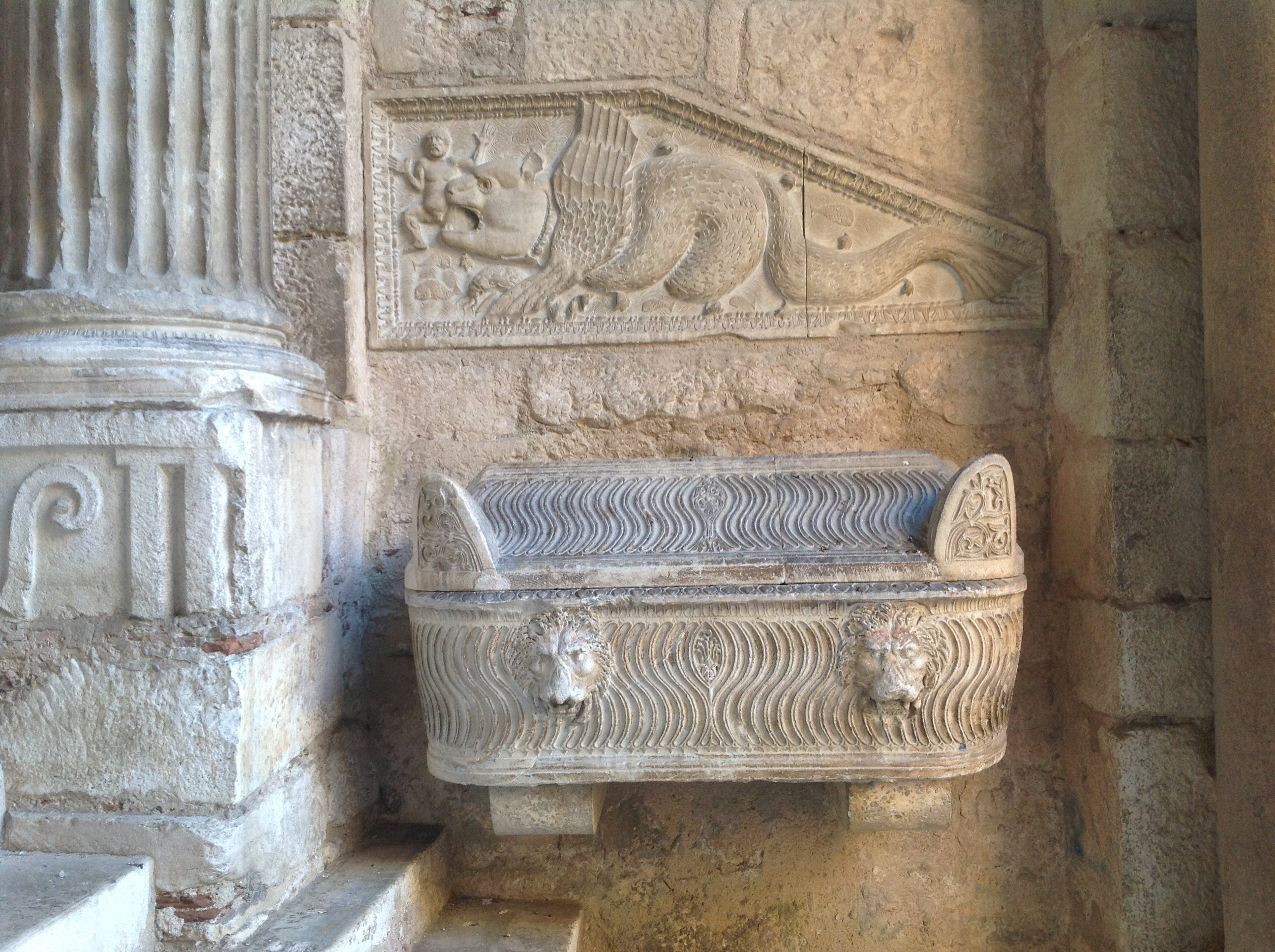
In de basiliek van Gaeta in Latium kreeg Etienne de bisschopswijding.

Etienne groeide op bij edelen in het koninkrijk Aragon in de 2e helft van de 14e eeuw. Hij was kanunnik van de kathedraal van Palma; Mallorca behoorde toen tot de Kroon van Aragon. Hij trad toe tot de staf van kardinaal Robert van Genève, de latere tegenpaus Clemens VII. Tegenpaus Clemens VII wijdde Etienne tot aartsbisschop van Embrun als beloning voor bewezen diensten (1378). Deze schismatieke wijding gebeurde in Gaeta, in de Pauselijke Staat, waar Clemens VII zich verscholen had. Nadien zou Clemens VII naar Avignon vluchten.

### Aartsbisschop

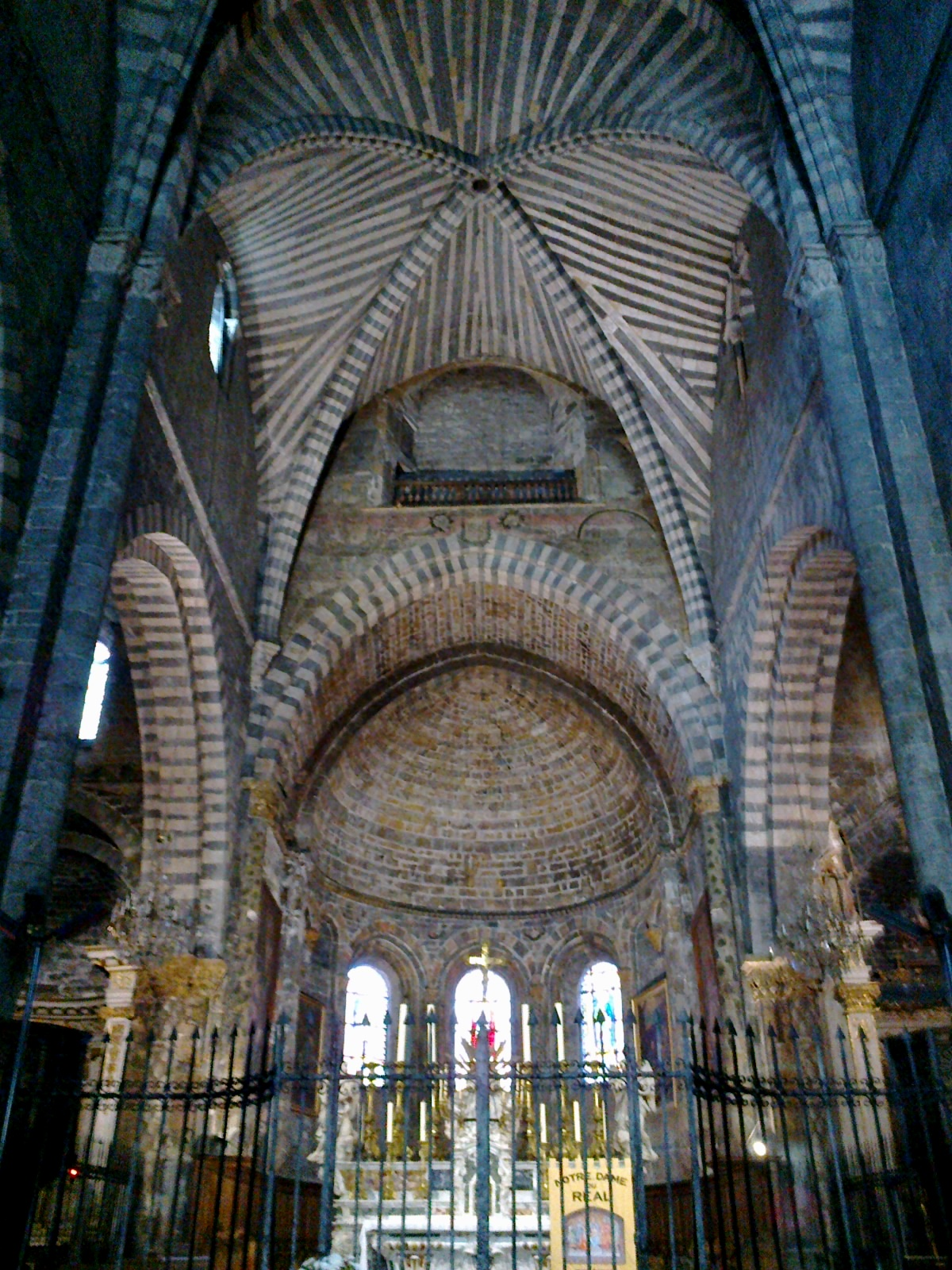
Voormalige kathedraal van Embrun, thans onderdeel van het bisdom Gap.

In 1380 werd Etienne plechtig onthaald in Embrun. Embrun lag in de Franse provincie Dauphiné. Koning Karel VI van Frankrijk had de Dauhiné uit het Rooms-Duitse Rijk losgeweekt en aan Frankrijk gehecht. De schismatieke wijding gaf geen problemen voor Etienne, want hij werd later door Rome erkend in al zijn rechten als aartsbisschop.
De opvolger van Michel Etienne, Jacques Gélu, heeft een vernietigend beeld opgehangen over hem. De familie van Etienne kende verpauperde ridders uit Aragon. De ouders van Etienne waren nog de ergste: zij eisten alle kastelen van hun zoon op. Zij namen een voor een bezit van zijn kastelen. Zij verkochten alles wat waarde had en lieten vooral de zaken in ruïne vallen. Ook adellijke titels en kerken verdwenen in de handen van de ouders Etienne. Het lange bestuur van aartsbisschop Etienne leidde naar een volledige uitverkoop van de bezittingen van het aartsbisdom. Toen de tegenpaus een andere medewerker van hem wou plezieren met een grond in het aartsbisdom Embrun, vreesde Etienne represailles van zijn ouders. Zijn ouders zouden nooit rijk opbrengende grond afstaan. De aartsbisschop betaalde daarom zelf uit eigen middelen het pauselijk geschenk.
In de jaren 1394-1395 liet de koning van Frankrijk, Karel VI, zich vicarius of bestuurder van de Rooms-Duitse keizer noemen. Aartsbisschop Etienne moest trouw te zweren aan de Franse koning. Etienne probeerde vervolgens nog zaken in eigen beheer te houden door hulp te vragen van keizer Sigismund. In 1415 ontving Etienne, na zware diplomatieke bemiddeling, eigen privileges uit handen van de keizer (die eigenlijk hoofd was van het buurland). Het recht om eigen munten te slaan, zoals zijn voorgangers genoten, was Etienne kwijt. Etienne bleef verplicht munten met beeltenis van de koning van Frankrijk te slaan.
De bewoners van het aartsbisdom spraken schande over de verwaarloosde kerken. Voor zijn dood liet Etienne daarom nog de glasramen restaureren van de kathedraal van Embrun; hij stierf in datzelfde jaar 1427. 

### Graf
Etienne werd begraven in de kathedraal van Embrun, in de kapel van Sint-Martinus.